# Laïcité organisée

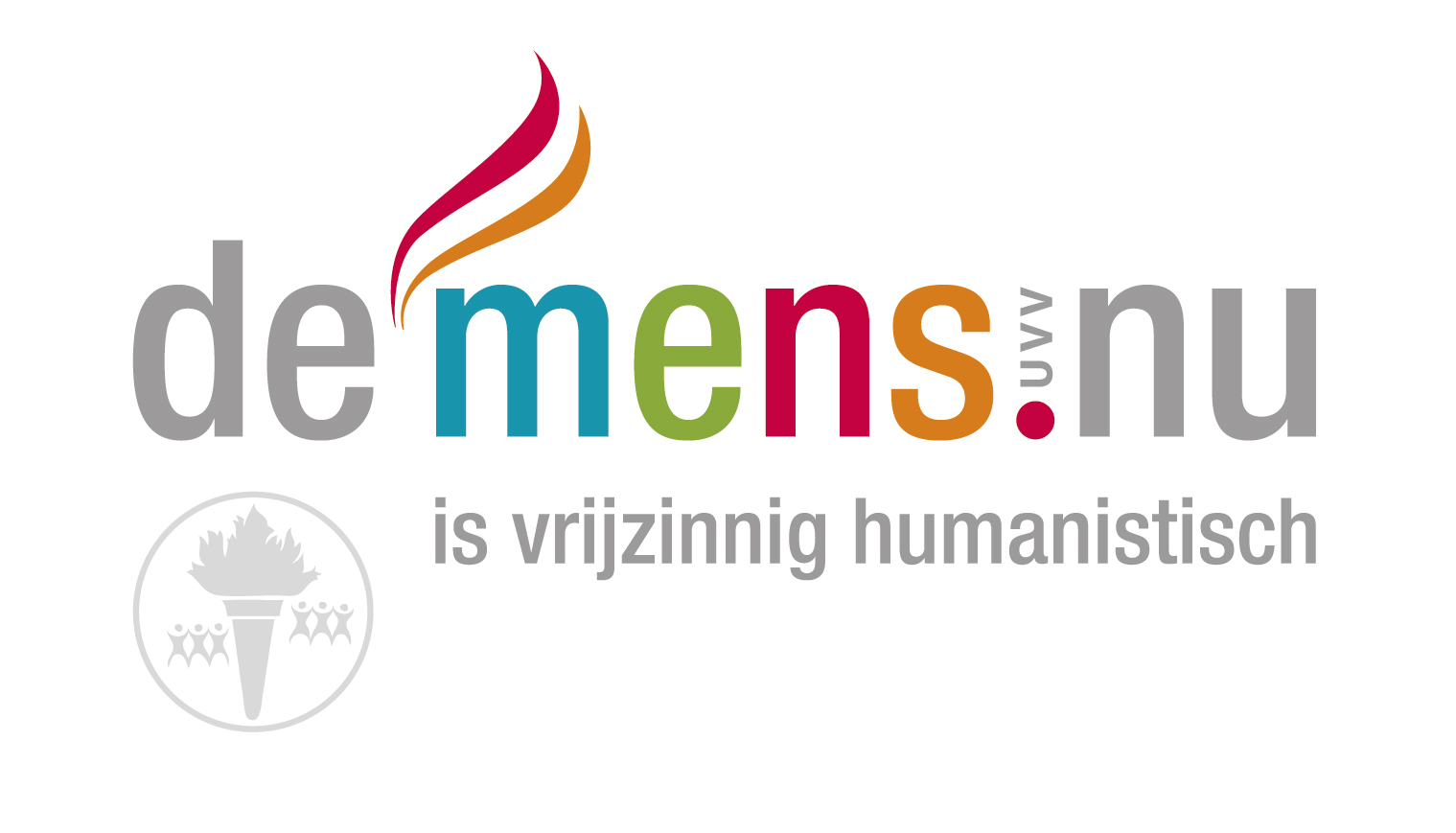
Logo deMens.nu.

En Belgique, l'expression « laïcité organisée » désigne l'ensemble des associations et organismes qui — sur base d'une philosophie généralement athée ou agnostique — regroupent des individus ne se réclamant d'aucune religion.
Dans ce sens, un « laïc » est quelqu'un qui souscrit au principe du « libre examen », c'est-à-dire au rejet de toute vérité révélée ou dogme.
L'équivalent français seraient les associations rationalistes ou de libre-penseurs, mais le degré d'organisation est plus élevé en Belgique en raison de la « pilarisation » (du néerlandais « verzuiling ») qui fait que beaucoup d'organismes comme les clubs de scouts, d'autres associations de jeunes, les syndicats et même les mutuelles ont une coloration soit politique (chrétienne/catholique, socialiste ou libérale) soit simplement philosophique (chrétienne ou laïque).

## Dispositions constitutionnelles et légales
Actuellement[Quand ?], l'article 181 de la Constitution belge dispose ce qui suit :

« § 1er. Les traitements et pensions des ministres des cultes sont à la charge de l'État; les sommes nécessaires pour y faire face sont annuellement portées au budget.

§ 2. Les traitements et pensions des délégués des organisations reconnues par la loi qui offrent une assistance morale selon une conception philosophique non confessionnelle sont à la charge de l'État ; les sommes nécessaires pour y faire face sont annuellement portées au budget. »

Au titre du premier paragraphe, sont reconnus le culte catholique, le culte protestant, le culte anglican, le culte orthodoxe, le culte juif et le culte musulman.
Au titre du second paragraphe, la loi du 21 juin 2002 relative au Conseil central des Communautés philosophiques non confessionnelles de Belgique, aux délégués et aux établissements chargés de la gestion des intérêts matériels et financiers des communautés philosophiques non confessionnelles reconnues reconnaît une « communauté philosophique non confessionnelle » par province ainsi qu'au niveau national un « Conseil central laïc » (Centrale Vrijzinnige Raad en néerlandais) chapeautant le « Centre d’action laïque » du côté francophone et l'« Unie Vrijzinnige Verenigingen » du côté néerlandophone.

« Dans le chef-lieu de chaque province, il est établi un établissement de droit public appelé « établissement d’assistance morale du Conseil central laïc », doté de la personnalité juridique et chargé de la gestion des intérêts matériels et financiers de la communauté philosophique non confessionnelle reconnue et des services d’assistance morale reconnus, qui se situent sur le territoire de la province concernée »

— Article 5 de la loi du 21 juin 2002
Selon Caroline Sägesser et Jean-Philippe Husson, cette loi conduit à faire de l’État « neutre » non plus seulement un « État-gendarme », « arbitre passif qui s’abstient de chercher à imposer une conception idéologique de l’existence, et use de son autorité pour empêcher d’autres acteurs de le faire », mais « le gestionnaire du pluralisme », auquel il « appartient désormais de garantir le traitement équitable de toutes les tendances idéologiques reconnues ».

## Mouvement laïque organisé
Dans le cadre de ce statut public, il existe un grand nombre d'associations laïques — souvent nettement plus anciennes que le cadre public — qui sont aussi des lieux de rencontre pour personnes partageant une même conception de la vie et des « maisons de la laïcité » ont été ouvertes dans de nombreux lieux à cette fin (parfois avec le soutien des autorités communales).
Certaines de ces associations offrent une assistance morale selon une conception philosophique non confessionnelle et constituent donc une alternative aux aumôneries dans les hôpitaux, les prisons, à l'armée ou dans la cité. Certaines de ces associations organisent localement des cérémonies célébrant pour ceux qui le demandent certains moments clés de l'existence :
- le parrainage (à l'occasion de la naissance d'un enfant) ;
- la fête de la jeunesse laïque ;
- le mariage laïc (distinct du mariage civil) ;
- les funérailles laïques.

Selon Caroline Sägesser et Jean-François Husson, « dans aucun autre pays on n’observe un tel développement du mouvement laïque organisé ». Ces cérémonies constituent une alternative de rites de passage pour ceux qui désirent socialiser certains moments importants de leur existence, sans recourir aux rituels d'une religion en laquelle ils ne peuvent se reconnaître. 
Le budget à charge de l'État belge en 2003 pour ces subventions s'élevait à 9 010 190 €[réf. non conforme].
Bien sûr, des associations « laïques » dans ce sens existent aussi en France et dans de nombreux autres pays. Un statut public assimilant ce type d'organisation à un « culte reconnu » existe notamment en Norvège et en Allemagne. L'organisation norvégienne[réf. non conforme] a même obtenu le droit de célébrer des mariages valables au regard de la loi civile au même titre que les églises reconnues.